# Maximiano Alves
Maximiano Alves OSE (Lisboa, 22 de Agosto de 1888 – 22 de Janeiro de 1954) foi um escultor português.

## Biografia

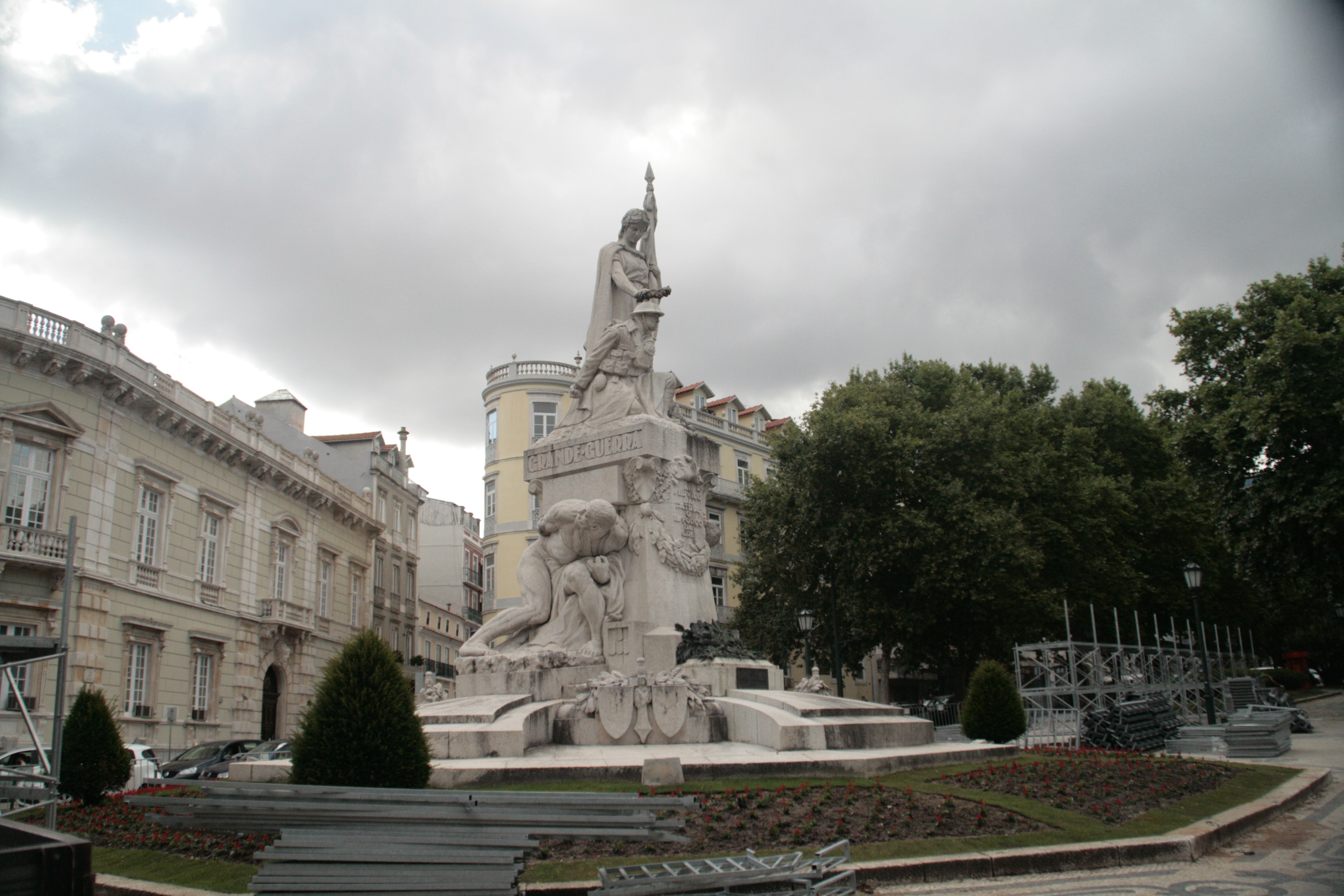
Monumento aos Mortos da Grande Guerra, Avenida da Liberdade, Lisboa. Inaugurado a 22 de novembro de 1931.

Maximiano Alves era filho de um gravador da Casa da Moeda. Concluiu o Curso de Escultura na Escola de Belas-Artes de Lisboa, em 1911, tendo sido aluno do escultor Simões de Almeida (tio) e dos pintores Luciano Freire e Ernesto Condeixa. Foi colega do escultor Francisco Franco.
Foi agraciado com o grau de Oficial da Ordem Militar de Sant'Iago da Espada (23 de maio de 1932), pela participação na concepção e execução do Monumento aos Mortos da Grande Guerra.
Tem colaboração artística em algumas publicações periódicas, de que é exemplo a revista Alma Nova, começada a publicar em Faro em 1914.

## Exposições
Participou em várias exposições:
- Exposição Ibero-Americana de Sevilha, em 1929;
- Exposição Internacional e Colonial de Paris, em 1931
- Exposição do Mundo Português, Lisboa 1940.

## Algumas obras
- Monumento aos Mortos da Grande Guerra, Lisboa, 1931
- Fontes, no sifão de Sacavém, 1940
- Esculturas na Fonte Monumental, Alameda D. Afonso Henriques, Lisboa, c. 1940
- Busto do Marechal Carmona
- Busto de Cesário Verde, Lisboa, 1955
- Busto de D. João da Câmara, Lisboa, 1953
- Busto de Alfredo Augusto Freire de Andrade

No Museu-Escola João de Deus
- Busto de Casimiro Freire
- Busto de Pedro Gomes da Silva

No Museu da Marinha
- Estátua de Vasco da Gama
- Estátua de D. Manuel I
- Estátua de Afonso de Albuquerque

No Palácio de São Bento
- Estátua da Diplomacia, na Sala das Sessões
- Estátua da Força, à entrada[3]
- Busto de António Cândido, no átrio
- Busto de Hintze Ribeiro, no átrio

Em Cabo Verde:
- Monumento ao doutor António Lereno, na cidade da Praia

Em Macau:
- Monumento ao governador João Maria Ferreira do Amaral, 1940
- Monumento a Vicente Nicolau de Mesquita, 1940

### Monumento aos Mortos da Grande Guerra, Lisboa

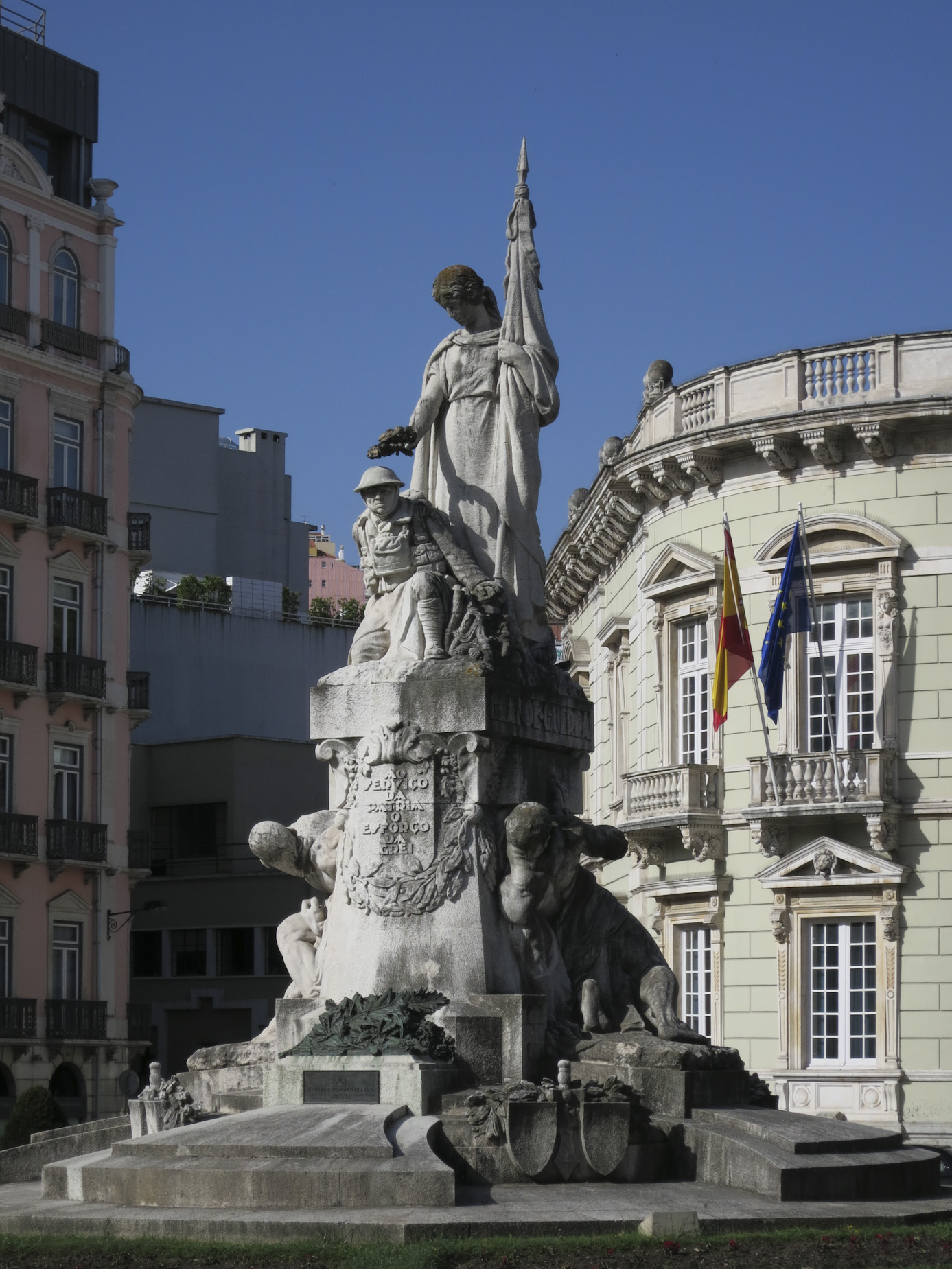
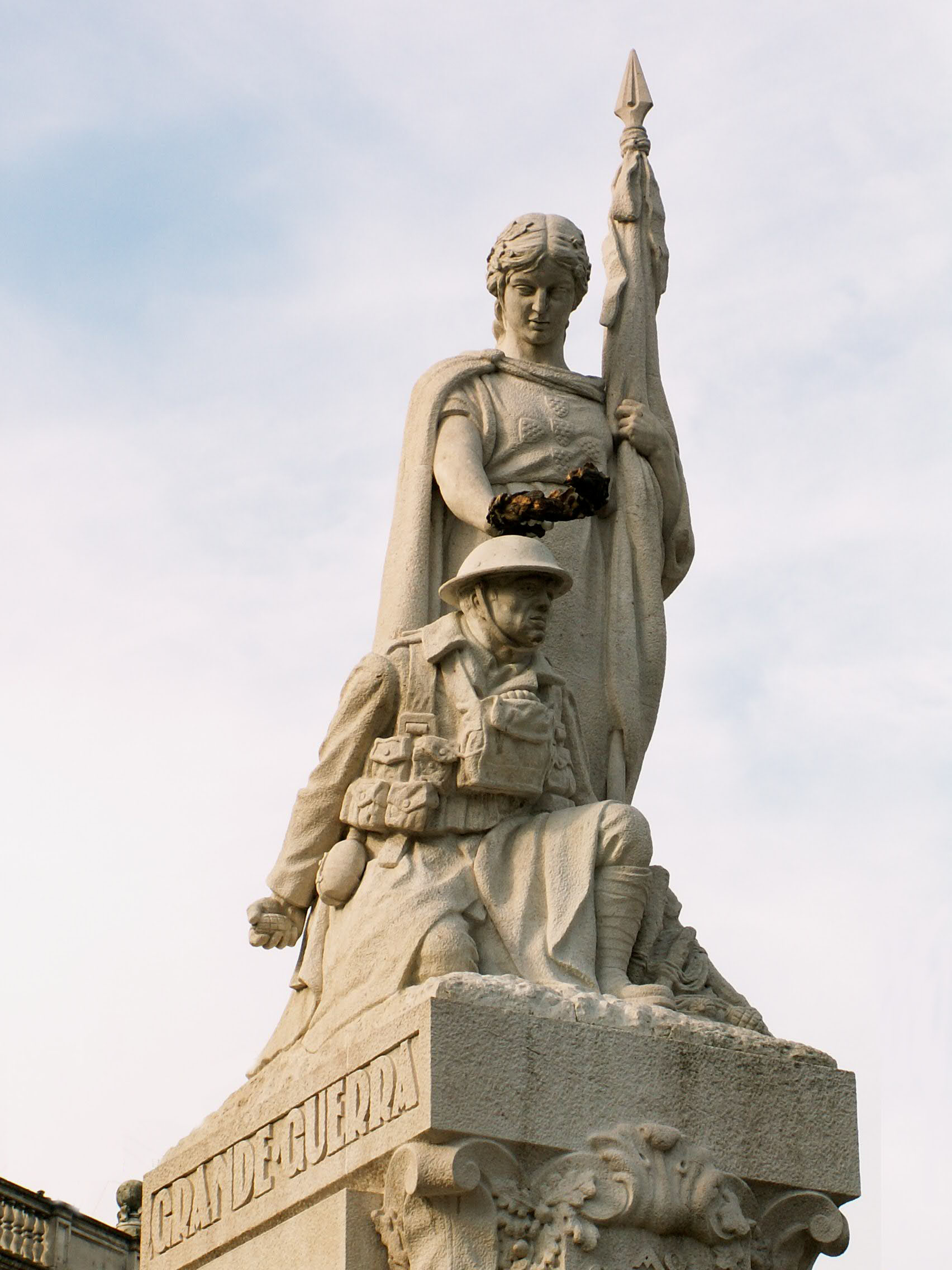

### Esculturas, Fonte Monumental, Lisboa

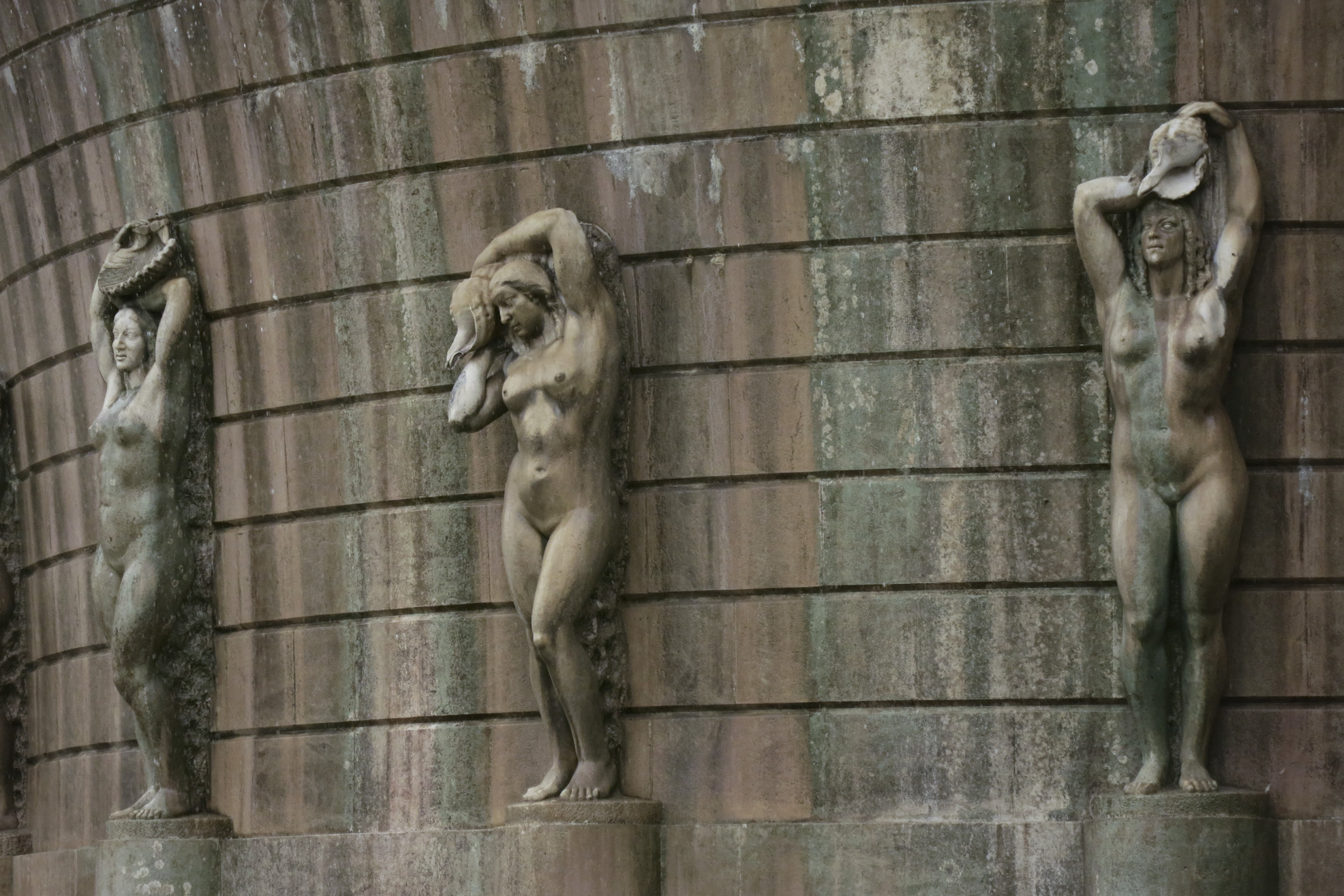
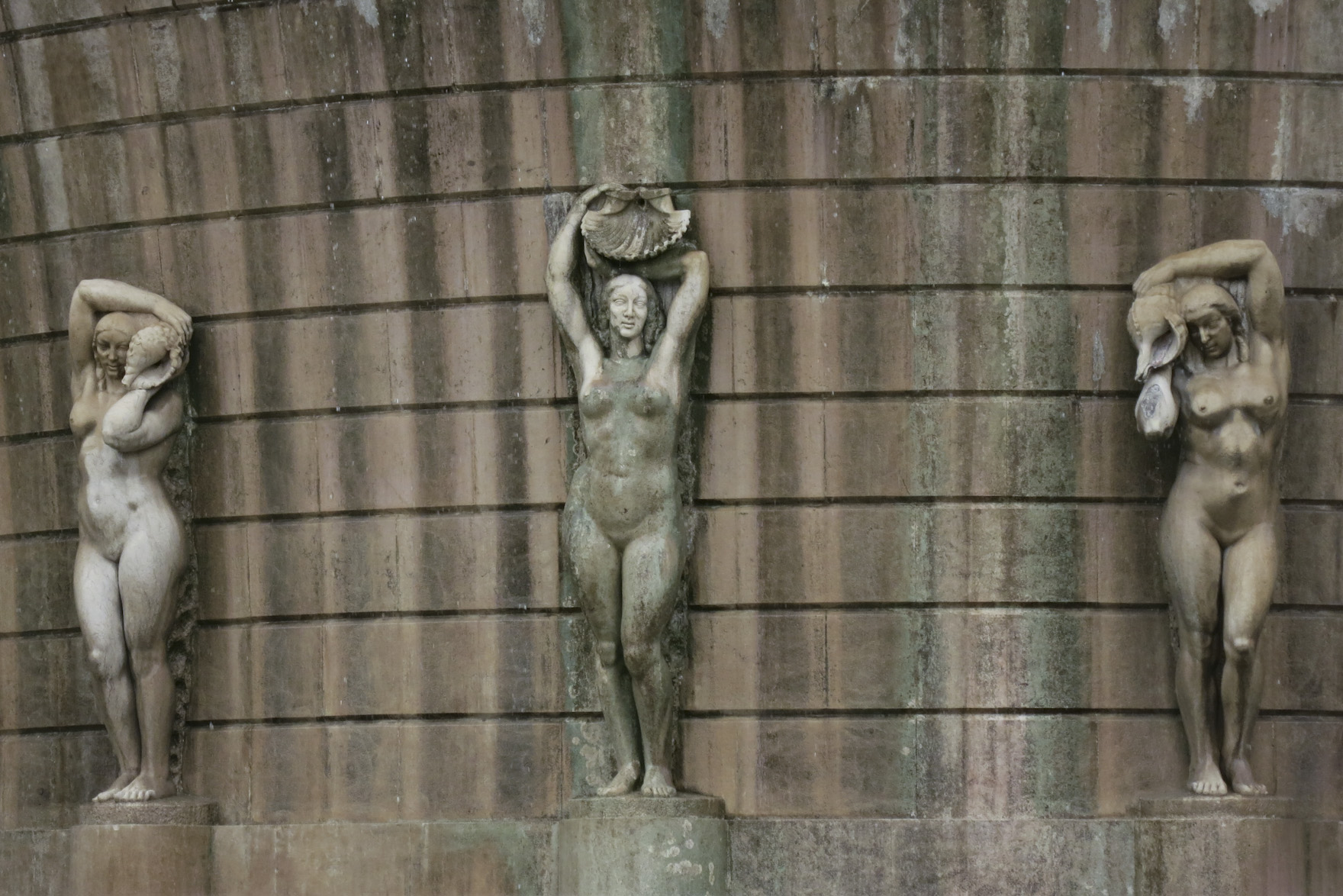
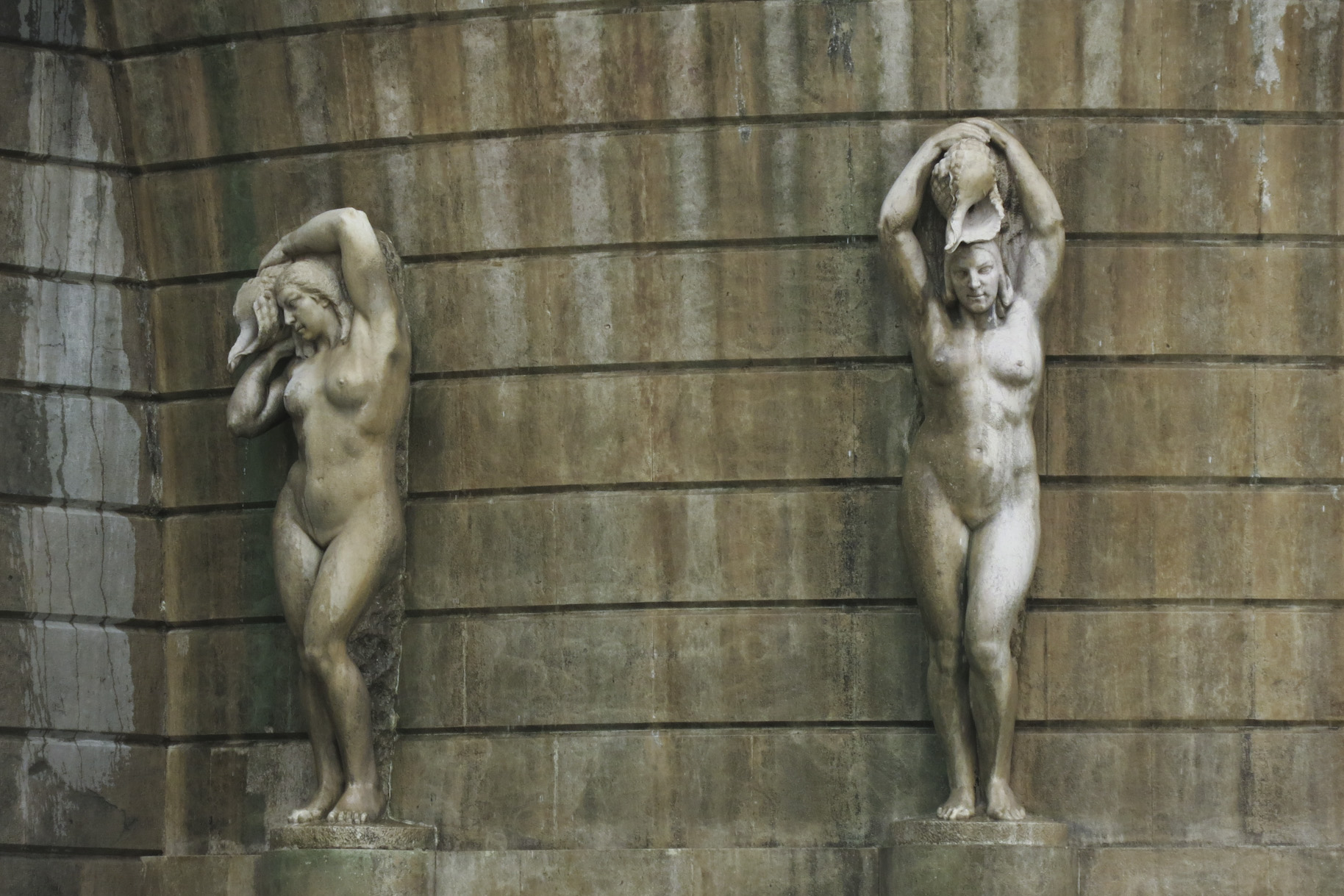
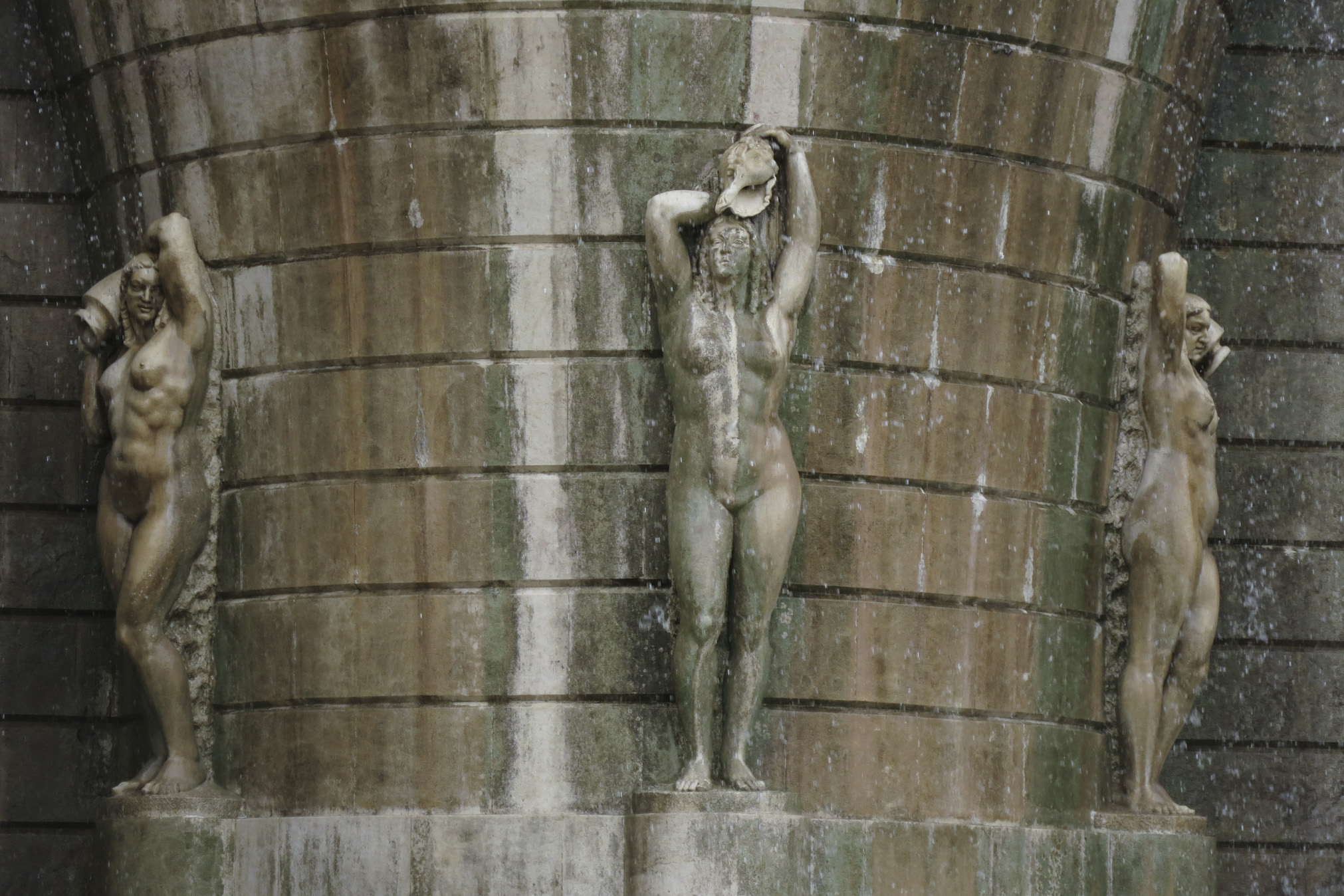

### Força, Palácio de S. Bento, Lisboa

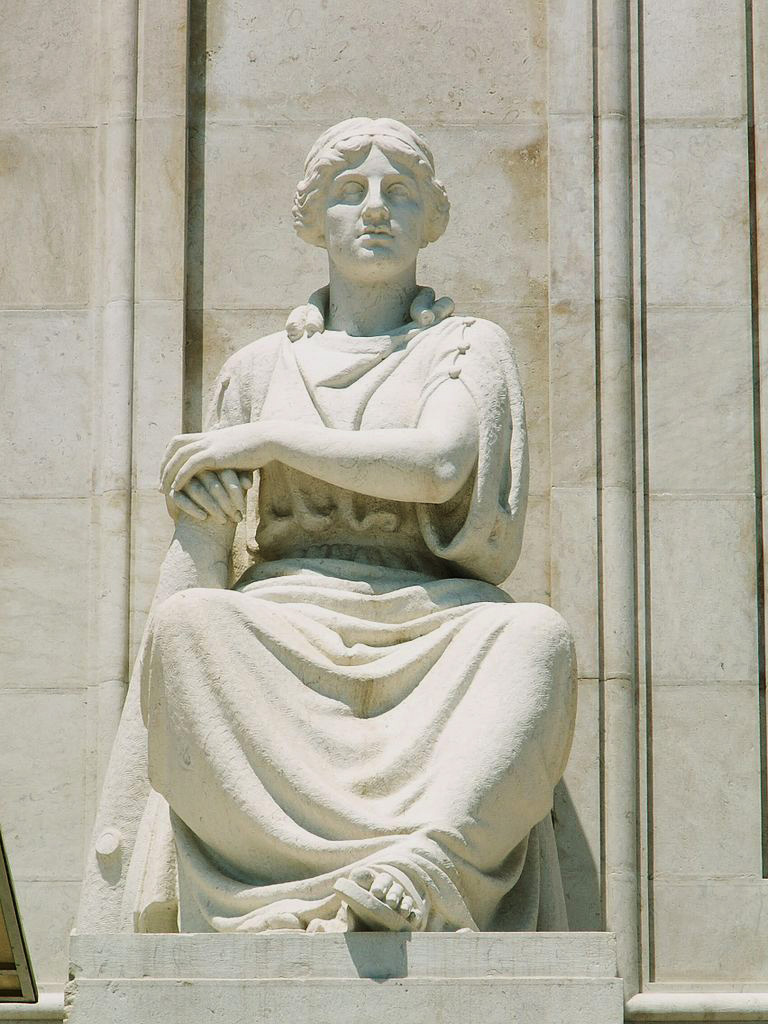

### Basílica de Nossa Senhora do Rosário, Fátima

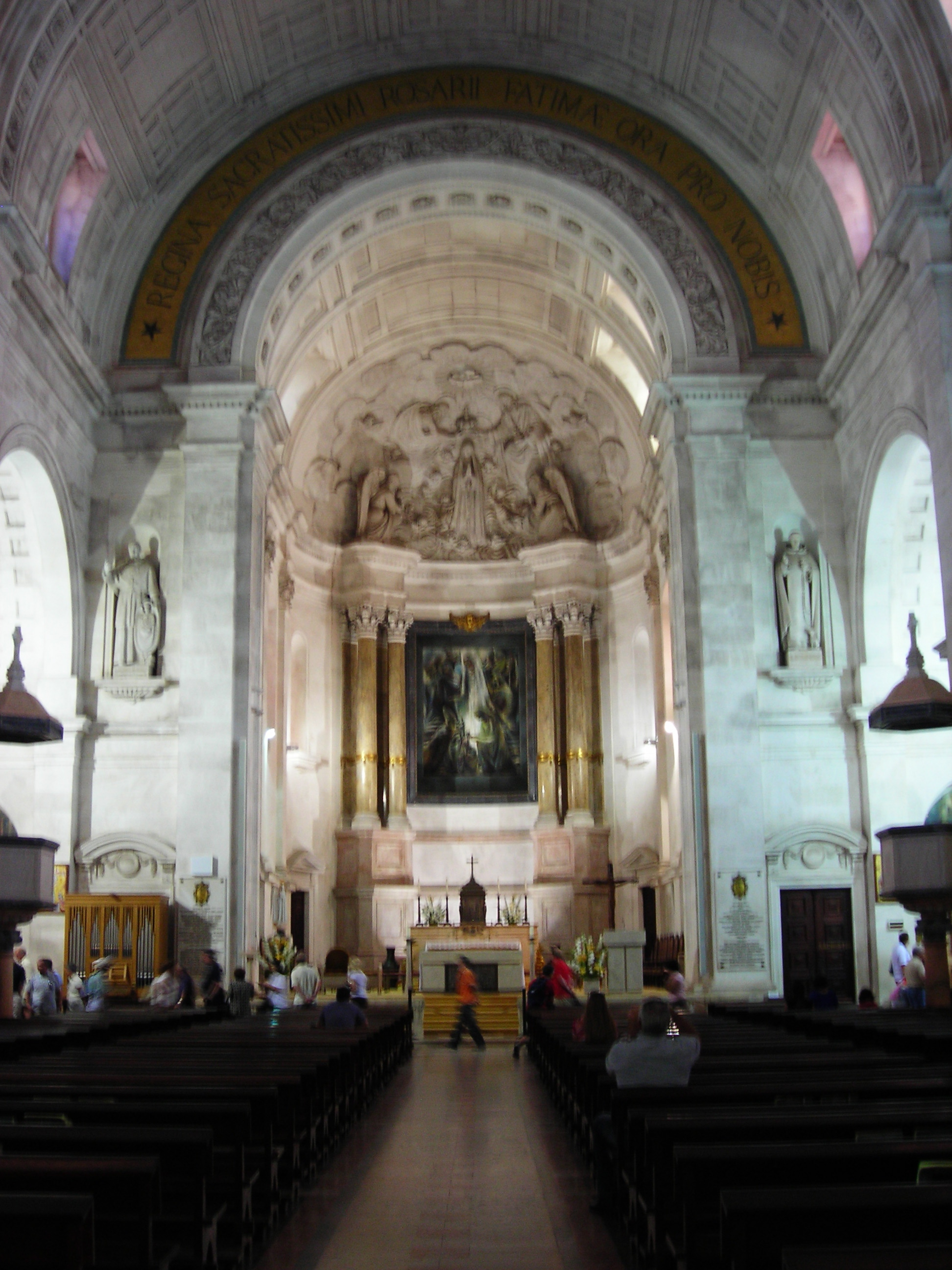
Capela-mor da Basílica de Nossa Senhora do Rosário, Fátima
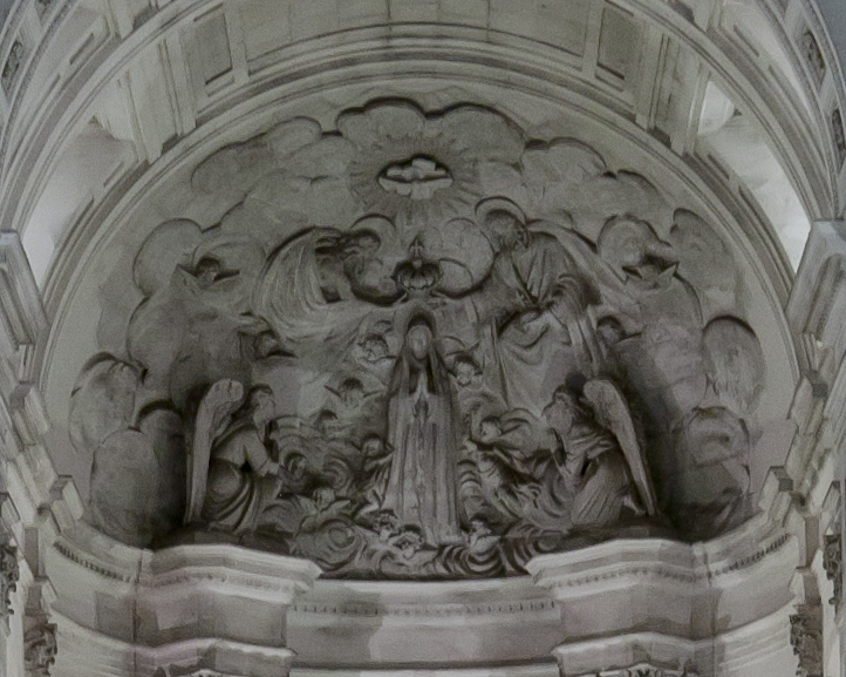
Alto-relevo, capela-mor da Basílica de Nossa Senhora do Rosário, Fátima